# Всеволод Королюк
Всеволод Королюк е руски музикант от молдовски произход. Свири на много инструменти като барабани, перкусии, бас китара, саксофон, флейта, клавир и дори индийски народни инструменти.

## Биография
Роден е във Флорещи през 1956 г. Свири в групите „Кордиал“, „Магистрал“ и „Молодие голоса“, но добива популярност с групата „Круиз“, където е барабанист. През 1983 г. е заменен от Николай Чунусов в „Круиз“.
Започва да свири с групата „Круг“. Първият албум на „Круг“ с Королюк в състава си е „Макси-маскарад“. Скоро Всеволод се завръща в „Круиз“ и бандата издава албума „КиКоГаВВа“, като Королюк по онова време е вокалист. Той не се задържа дълго в „Круиз“, тъй като Валерий Гаина настоява групата да изпълнява хевиметъл, с което Королюк и басистът Александър Кирницкий не са съгласни. Королюк се съсредоточава върху изявите си с „Круг“ и през 1986 г. групата издава „Круг друзей“.
През 1992 г. се завръща в обновения състав на „Круиз“, но остава там само година. След това свири като барабанист и басист в реге групата „Ковчег“, с които до 2003 г. издава 6 албума. Също така работи и с Умка и Броневичек, чиито стил е смесица от рок енд рол и ритъм енд блус.